# Campeonato Mundial de Atletismo de 2013 - Lançamento de dardo masculino
‎
O arremesso de dardo masculino do Campeonato Mundial de Atletismo de 2013 ocorreu entre 15 e  17 de agosto no Estádio Lujniki, em Moscou.

## Recordes
Antes desta competição, os recordes mundiais e do campeonato nesta prova eram os seguintes:
| Tipo                  | Atleta      | Distância | Local    | Data                 | Ref |
| --------------------- | ----------- | --------- | -------- | -------------------- | --- |
|                       | Jan Zelezný | 98.48     | Jena     | 25 de maio de 1996   | ver |
| Recorde do campeonato | Jan Zelezný | 92.80     | Edmonton | 12 de agosto de 2001 | ver |

## Medalhistas
| Ouro                   | Prata                | Bronze                |
| Vítězslav Veselý (CZE) | Tero Pitkämäki (FIN) | Dmitriy Tarabin (RUS) |

## Cronograma
| Data         | Hora  | Evento        |
| ------------ | ----- | ------------- |
| 15 de agosto | 09:30 | Primeira fase |
| 17 de agosto | 18:35 | Final         |

## Resultados

### Primeira fase
Qualificação: Desempenho de qualificação 82,50 m (Q) ou pelo menos 12 melhores (q) avançam para a final. 
| Classificação | Grupo | Nome                      | Nacionalidade     | 1ª prova | 2ª prova | 3ª prova | Marca   | Nota       |
| ------------- | ----- | ------------------------- | ----------------- | -------- | -------- | -------- | ------- | ---------- |
| 1             | A     | Tero Pitkämäki            | Finlândia         | 84,39 m  |          |          | 84,39 m | Q          |
| 2             | B     | Ihab Abdelrahman El Sayed | Egito             | 83,62 m  |          |          | 83,62 m | Q, RN      |
| 3             | A     | Andreas Thorkildsen       | Noruega           | x        | 79,45 m  | 83,05 m  | 83,05 m | Q          |
| 4             | A     | Ivan Zaytsev              | Uzbequistão       | 81,53 m  | x        | –        | 81,53 m | q          |
| 5             | A     | Vítězslav Veselý          | Chéquia           | x        | 81,51 m  | –        | 81,51 m | q          |
| 6             | B     | Antti Ruuskanen           | Finlândia         | 80,02 m  | 81,36 m  | –        | 81,36 m | q          |
| 7             | B     | Dmitrij Tarabin           | Rússia            | x        | 81,32 m  | –        | 81,32 m | q          |
| 8             | A     | Julius Yego               | Quênia            | 79,56 m  | x        | 80,88 m  | 80,88 m | q          |
| 9             | A     | Kim Amb                   | Suécia            | 80,84 m  | x        | 80,37 m  | 80,84 m | q          |
| 10            | A     | Stuart Farquhar           | Nova Zelândia     | 80,73 m  | x        | 76,73 m  | 80,73 m | q          |
| 11            | B     | Risto Mätas               | Estónia           | 79,25 m  | x        | 80,18 m  | 80,18 m | q          |
| 12            | B     | Fatih Avan                | Turquia           | 78,09 m  | 79,93 m  | 80,09 m  | 80,09 m |            |
| 13            | A     | Bernhard Seifert          | Alemanha          | 80,02 m  | x        | x        | 80,02 m |            |
| 14            | B     | Vadims Vasiļevskis        | Letônia           | 79,09 m  | 77,59 m  | 79,68 m  | 79,68 m |            |
| 15            | A     | Guillermo Martínez        | Cuba              | 79,67 m  | 77,88 m  | 76,70 m  | 79,67 m |            |
| 16            | B     | Teemu Wirkkala            | Finlândia         | 79,50 m  | 78,54 m  | 79,26 m  | 79,50 m |            |
| 17            | B     | Víctor Fatecha            | Paraguai          | 76,13 m  | 79,03 m  | x        | 79,03 m | RP         |
| 18            | A     | Keshorn Walcott           | Trinidad e Tobago | 78,78 m  | x        | 75,84 m  | 78,78 m |            |
| 19            | B     | Riley Dolezal             | Estados Unidos    | 72,96 m  | 78,76 m  | 77,25 m  | 78,76 m |            |
| 20            | A     | Aleksey Tovarnov          | Rússia            | 74,15 m  | 73,25 m  | 78,43 m  | 78,43 m |            |
| 21            | B     | Yukifumi Murakami         | Japão             | 77,75 m  | x        | 76,74 m  | 77,75 m |            |
| 22            | B     | Zhao Qinggang             | China             | 76,23 m  | 76,78 m  | 77,61 m  | 77,61 m |            |
| 23            | B     | Lars Hamann               | Alemanha          | 77,10 m  | 74,75 m  | 72,00 m  | 77,10 m |            |
| 24            | A     | Marcin Krukowski          | Polónia           | x        | x        | 76,93 m  | 76,93 m |            |
| 25            | A     | Valeriy Iordan            | Rússia            | 76,92 m  | 72,79 m  | 73,70 m  | 76,92 m |            |
| 26            | A     | Hamish Peacock            | Austrália         | 70,61 m  | 76,33 m  | 75,31 m  | 76,33 m |            |
| 27            | B     | Łukasz Grzeszczuk         | Polónia           | 74,72 m  | x        | x        | 74,72 m |            |
| 28            | B     | Gabriel Wallin            | Suécia            | 74,66 m  | x        | x        | 74,66 m |            |
| 29            | A     | Thomas Röhler             | Alemanha          | 71,88 m  | 74,45 m  | 73,67 m  | 74,45 m |            |
| 30            | B     | John Robert Oosthuizen    | África do Sul     | 74,36 m  | 70,99 m  | x        | 74,36 m |            |
| 31            | A     | Uladzimir Kazlou          | Bielorrússia      | 72,66 m  | 67,79 m  | x        | 72,66 m |            |
| 32            | B     | Leslie Copeland           | Fiji              | 70,56 m  | 72,30 m  | 68,46 m  | 72,30 m |            |
| —             | B     | Roman Avramenko           | Ucrânia           | 76.73    | 79.91    | 80.37    | 80.37   | DSQ Doping |

### Final
A final foi iniciada as 18:35. 
| Classificação     | Nome                      | Nacionalidade | 1ª prova | 2ª prova | 3ª prova | 4ª prova | 5ª prova | 6ª prova | Marca | Nota       |
| ----------------- | ------------------------- | ------------- | -------- | -------- | -------- | -------- | -------- | -------- | ----- | ---------- |
| Medalha de ouro   | Vítězslav Veselý          | Chéquia       | 87.17    | 78.80    | 81.21    | 83.80    | x        | –        | 87.17 |            |
| Medalha de prata  | Tero Pitkämäki            | Finlândia     | 83.40    | 86.88    | 87.07    | 85.67    | x        | 85.22    | 87.07 |            |
| Medalha de bronze | Dmitriy Tarabin           | Rússia        | x        | 84.38    | x        | 82.25    | x        | 86.23    | 86.23 |            |
| 4                 | Julius Yego               | Quênia        | 80.60    | x        | 81.13    | x        | 85.40    | 81.20    | 85.40 | NR         |
| 5                 | Antti Ruuskanen           | Finlândia     | 77.96    | 80.32    | x        | x        | 75.86    | 81.44    | 81.44 |            |
| 6                 | Andreas Thorkildsen       | Noruega       | 80.93    | 76.82    | x        | 80.62    | 81.06    | –        | 81.06 |            |
| 7                 | Ihab Abdelrahman El Sayed | Egito         | 79.02    | 78.57    | 80.94    | 78.70    | 76.85    | x        | 80.94 |            |
| 8                 | Risto Mätas               | Estónia       | 78.32    | 78.87    | 80.03    |          |          |          | 80.03 |            |
| 9                 | Stuart Farquhar           | Nova Zelândia | 79.24    | 75.72    | x        |          |          |          | 79.24 |            |
| 10                | Kim Amb                   | Suécia        | 77.64    | 76.28    | 78.91    |          |          |          | 78.91 |            |
| 11                | Ivan Zaytsev              | Uzbequistão   | 74.58    | 78.33    | 77.72    |          |          |          | 78.33 |            |
| —                 | Roman Avramenko           | Ucrânia       | 81.32    | x        | 80.12    | 82.05    | 78.61    | 80.80    | 82.05 | DSQ Doping |

Legenda
| Recorde mundial       | Recorde mundial (World record)               |                       | Recorde africano                      | Recorde africano (African) |                                           | Q | Classificado por posição (Qualified) |
| Recorde do campeonato | Recorde do campeonato (Championship record)  | Recorde da América    | Recorde da América (Americas)         | q                          | Classificado por melhor tempo (Qualified) |   |                                      |
| Melhor marca do ano   | Melhor marca do ano (World leading)          | Recorde asiático      | Recorde asiático (Asian)              | DNS                        | Não largou (Did not start)                |   |                                      |
| Recorde nacional      | Recorde nacional (National record)           | Recorde europeu       | Recorde europeu (European)            | DNF                        | Não terminou (Did not finish)             |   |                                      |
| Recorde pessoal       | Recorde pessoal do atleta (Personal best)    | Recorde da Oceania    | Recorde da Oceania (Oceania)          | DSQ / DQ                   | Desclassificado (Disqualified)            |   |                                      |
| Recorde da temporada  | Recorde da temporada do atleta (Season best) | Recorde sul-americano | Recorde sul-americano (South America) | NM                         | Sem marca (No mark)                       |   |                                      |